# Santuario della Madonna della Corona
Il santuario della Madonna della Corona è situato nel comune di Ferrara di Monte Baldo, non lontano dalla frazione di Spiazzi di Caprino Veronese, in provincia e diocesi di Verona. Incastonato nella roccia, è situato a ridosso di uno strapiombo a quota 775 metri s.l.m. che si affaccia sulla Val d’Adige.

## Storia

### Origini
Le origini della costruzione del santuario della Madonna della Corona risalgono ad una leggenda locale. La vicenda racconta del miracoloso ritrovamento di una statua raffigurante la Pietà sull’orlo dell’anfratto roccioso, la quale però sarebbe stata originariamente custodita nell’isola di Rodi. Si narra che per sfuggire all’invasione dei turchi di Solimano il Magnifico  nel 1522 ed ai saccheggiamenti dei tesori dell’isola, la statua sia stata trasferita grazie ad un intervento angelico sul Monte Baldo, trovando così riparo dai soprusi. 
La leggenda racconta di un gruppo di locali che vide una luce illuminarsi e sentì un coro angelico provenire dalla parete rocciosa. Poiché il luogo era difficile da raggiungere si calarono con delle corde per poter assistere alla spettacolare presenza della misteriosa statua. Si decise quindi di erigere una cappella nel punto esatto del ritrovamento, nella quale posizionare la scultura in questione. La vicenda divenne molto popolare, tanto che sempre più pellegrini visitarono il luogo. La cappella però, a causa della sua posizione sull’orlo di uno strapiombo, era molto difficile da raggiungere e si decise così di costruire un sentiero, con il famoso “Ponte del Tiglio” e scavare dei gradini nella roccia, per facilitare il pellegrinaggio. Più verosimilmente il gruppo scultoreo fu donato al luogo di culto da Lodovico Castelbarco, nobile roveretano, nel 1432. La piccola scultura in pietra dipinta è, in effetti, del primo Quattrocento, il materiale è della zona e la forma deriva dallo stile Vesperbild d'oltralpe. Probabilmente le origini della leggenda derivano dal nome affibbiato alla Commenda dei Cavalieri Gerosolimitani, detti di “Rodi”, ai quali era stato affidato il romitorio dedicato alla Madonna presente nell’anfratto roccioso nel XV secolo.

### Culto
La devozione alla Madonna della Corona è documentata in molte località della Diocesi di Verona e di Vicenza e particolarmente nelle parrocchie dalla Lessinia. Nella parrocchiale di Sant'Anna d'Alfaedo un quadro descrive il trasporto della Madonna della Corona da Rodi alle rocce del monte Baldo. Da tutta la Lessinia partivano e partono pellegrinaggi romei di un giorno, dal vicentino di due giorni, con un tragitto particolare. Non si percorre l'alta Lessinia con le sue strade lunghe e tortuose, ma ci si innesta con una ripida mulattiera che porta alla conca dei Parpari e si innesta nella montagna veronese dietro i corni attraverso San Giorgio di Bosco Chiesanuova e Podesteria di Erbezzo, e dal passo delle Fittanze si scende attraverso il passo della Liana a Fosse, ultimo paese della Lessinia prospiciente il monte Baldo. È tradizione offrire un dolce tipico ai pellegrini vicentini al passo delle Fittanze.

### Frequentazione storica
Il luogo dove sorge il santuario era frequentato già a partire dal XI e XII secolo. Sotto forma di romitorio, ospitava gli eremiti legati all'abbazia di San Zeno a Verona. Intorno al 1200 è stata documentata la presenza di una cappella dedicata a Santa Maria “de monte Bloto”: Santa Maria di Monte Baldo, accessibile attraverso uno stretto percorso nella roccia.
Nel 1437 passò all’Ordine dei Cavalieri di Malta, che lo gestirono fino al 1806, quando passò alla Diocesi di Verona. Dal 1480 al 1522 fu costruita una vera e propria chiesetta di circa 126 m². Sempre nel corso del XVI secolo furono costruite delle scalinate nella roccia ed un ponte, denominato il “Ponte del Tiglio”, per agevolare l’accesso al luogo di culto. Divenne santuario nel 1625, quando i Cavalieri di Malta fecero riedificare la chiesa, che venne poi completata nel 1680. Fu rinominato con il titolo di Santuario della Madonna “della Corona” prendendo il nome dalla forma semicircolare della roccia circostante. La costruzione della nuova chiesa prevedeva un ampliamento di 4 metri sopra la precedente, la quale rimase inglobata sotto il presbiterio.
I pellegrini desiderosi di visitare il santuario erano sempre più numerosi, tanto che si costruì per necessità un ospizio con finalità d’alloggio. 
Nel 1898 si decise di ampliare il Santuario di circa due metri verso il piazzale antistante; fu così che nel 1899 fu rifatta la facciata e ridecorata. Nell'Anno Santo 1975 iniziarono dei lavori per la ristrutturazione della chiesa, fu scavato nella roccia per ampliarla. Il santuario fu consacrato il 4 giugno 1978. Il completamento della ristrutturazione venne fatto in onore della visita di papa Giovanni Paolo II del 17 aprile 1988; nel luglio del 1982 lo stesso papa aveva elevato il santuario alla dignità di basilica minore.

## Descrizione

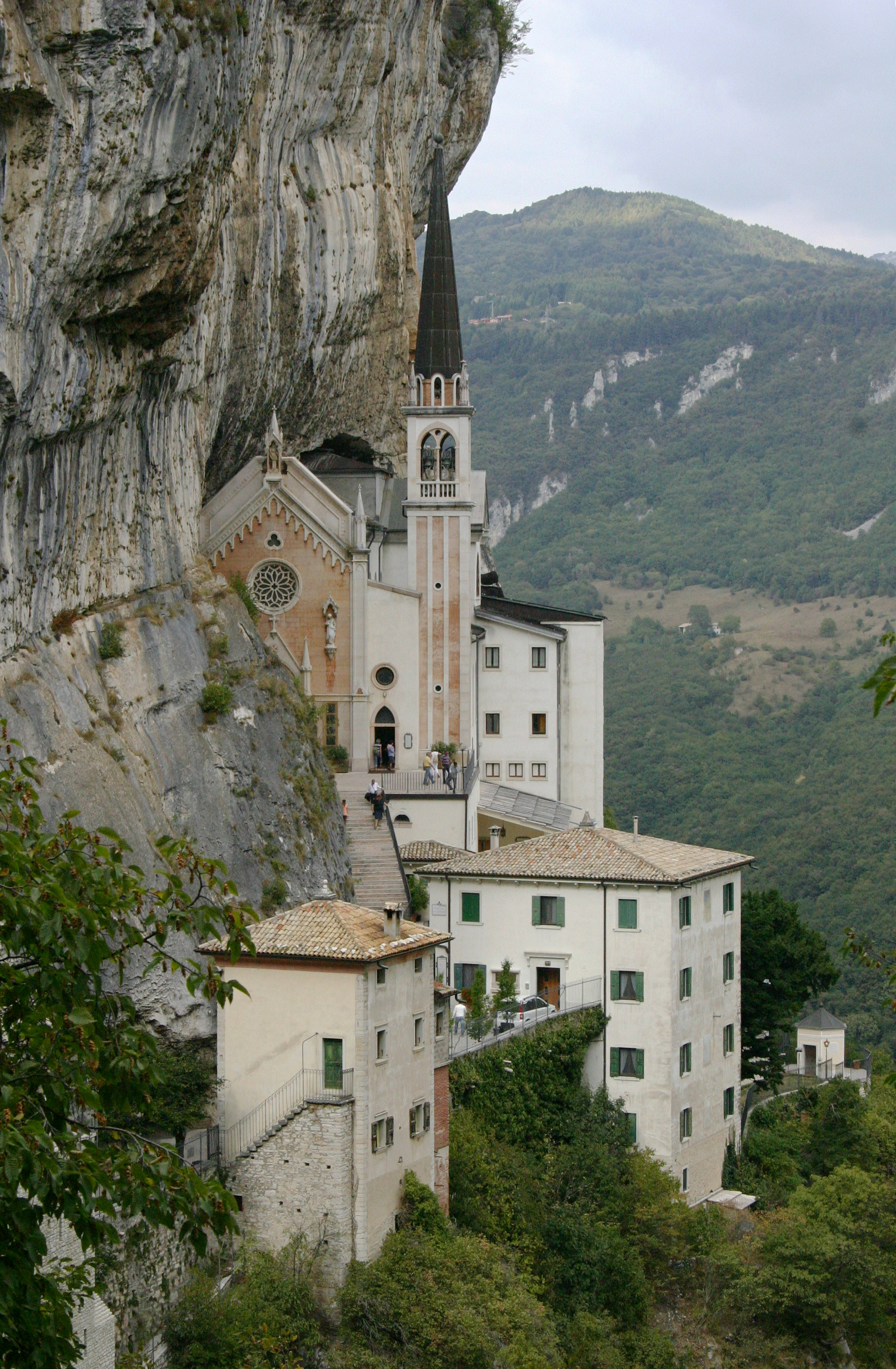
Una veduta del Santuario

L’edificio misura 600 m², è lungo 30 m, largo 20 m e la sua cupola misura in altezza 18 m. La facciata è in stile neo-gotico, decorata con marmi di Sant’Ambrogio ed è affiancata da un campanile alto 33 metri. La facciata presenta un portone centrale, affiancato, all’altezza del timpano, da due figure in marmo di Carrara di Ugo Zannoni, raffiguranti San Giovanni Evangelista e Santa Maria Maddalena. Anche all’interno il Santuario presenta numerose opere dello scultore veronese, come per esempio la statua che raffigura l’Addolorata, ora collocata nella cappella delle Confessioni. La cappella delle Confessioni si trova sotto la chiesa principale ed è collegata a quella superiore attraverso la Scala Santa. Il Santuario è strutturato in tre navate, la cui centrale misura 16 m in altezza. La parete della navata sinistra e l’abside sono interamente scavate nella roccia. Qui si trovano una rappresentazione della Sacra Sindone e la "Pietra profumata", un marmo intriso di olio di nardo, segno dell'essere cristiano ("Cristo" significa "unto" dal Signore). 
La statua della Madonna della Corona donata da Lodovico Castelbarco è posta sopra l’altare maggiore. L’opera è alta 70 cm e presenta l’iscrizione in latino “HOC OPUS FECIT FIERI LODOVICUS D CASTROBARCO D 1432” datando quindi precisamente la statuetta. All’interno del Santuario si trovano 167 ex-voto, il più antico risale al 1547.
Nella chiesa è presente anche un affresco raffigurante una Madonna con Bambino attribuita al secolo XIII. Si tratta della più antica immagine sacra venerata alla Madonna della Corona.

### Sacellum pietatis
Nei pressi del santuario è presente anche il “Sacellum Pietatis”, ossia un tempietto esagonale. L’edificio si erge nel luogo esatto in cui, secondo la tradizione, fu ritrovata la statuetta della Madonna.

### Sepolcreto degli eremiti
All'interno del complesso religioso è presente il Sepolcreto degli eremiti.

### I bronzi di Raffaele Bonente

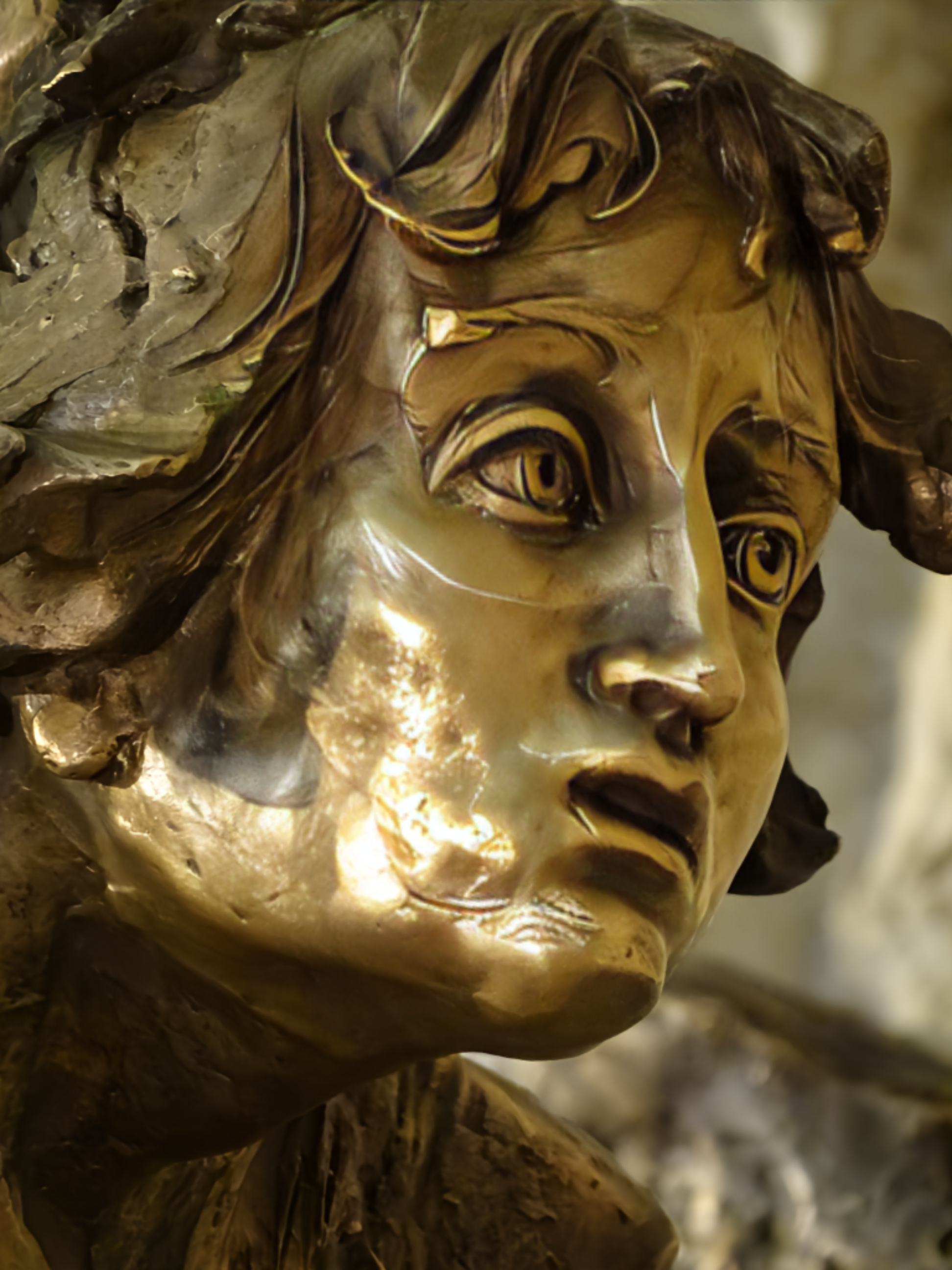
Dettaglio di uno degli angeli che coronano la Vergine Maria

Sono opera dell'architetto veronese Raffaele Bonente le scene della Via Crucis lungo la strada che scende al santuario nonché la scenografia creata sulla parete rocciosa dell'abside della chiesa attorno alla statua della Pietà (Vesperbild). Sospesa al centro della roccia, essa è circondata da una corona di spine emanante raggi dorati, da cinque gruppi angelici che volteggiano in un tripudio paradisiaco, simbolo della salvezza data dal sacrificio di Cristo e dal dolore della Vergine Maria. Di Bonente sono anche le formelle del paliotto dell'altar maggiore, la formella dell'Annunciazione posta sull'ambone, il Cristo nel battistero. Ha realizzato anche tutte le vetrate istoriate con i misteri del Santo Rosario, e la grande vetrata a forma di mezzaluna con le litanie dedicate a Maria Regina. Ha realizzato ancora la cappella dell'Adorazione con le rispettive vetrate istoriate.

### Il cammino verso il Santuario

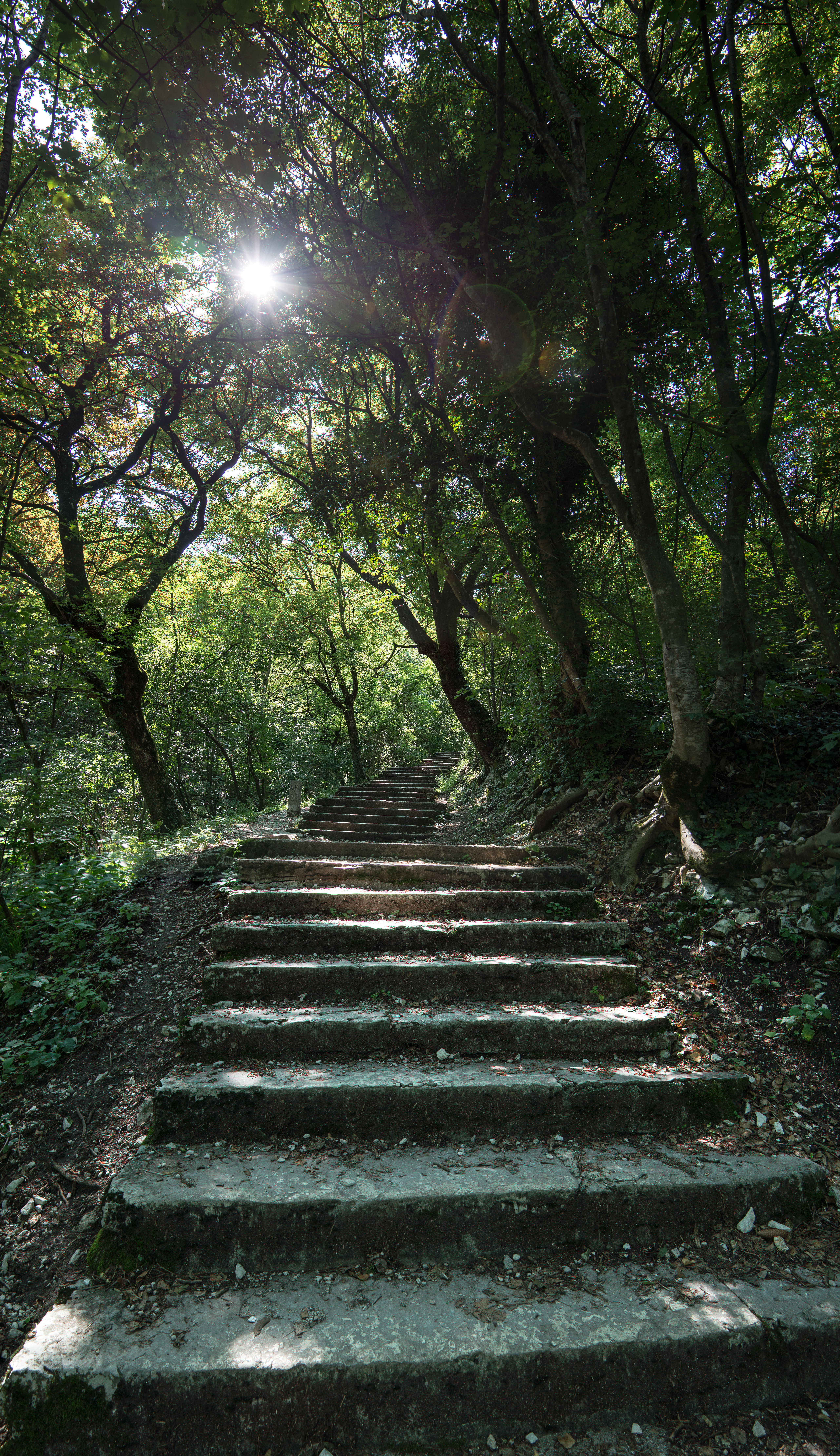
I gradini del vecchio sentiero

Mentre un tempo vi si accedeva solamente attraverso una salita di 1614 gradini dal paese di Brentino in Vallagarina, il santuario è divenuto raggiungibile anche attraverso una strada asfaltata che parte dai pressi del paese di Spiazzi e termina con una galleria scavata nella roccia nel 1922, dove è esposto un quadro raffigurante la Madonna.
Questa strada è percorribile solo a piedi; lungo il tragitto ci sono le quattordici stazioni della Via Crucis in statue bronzee e viene riprodotto il sepolcro dove venne messo Gesù dopo la sua morte.
Il santuario è il punto terminale del cosiddetto Cammino dei due Santuari, che inizia nel santuario della Pieve di Chiampo, attraversa sette valli delle Prealpi Venete e arriva al Santuario della Madonna della Corona.